# Francaltroff
Francaltroff es una comuna francesa situada en el departamento de Mosela, en la región de Gran Este.

## Demografía
| 582 | 563 | 558 | 564 | 615 | 678 | 776 | 759 |
| Para los censos de 1962 a 1999 la población legal corresponde a la población sin duplicidades (Fuente: INSEE [Consultar]) |     |     |     |     |     |     |     |